# Gula Mons
Gula Mons é um vulcão situado na região ocidental de Eistla Regio, no planeta Vênus. Tem três quilômetros de altura, e situa-se a aproximadamente 22 graus de latitude norte e 359 graus de longitude leste.